# أوبن أم بي
OpenMP (التسمية المختصرة لـ Open Multi-Processing) هي واجهة برمجة التطبيقات تستعمل في الحوسبة المتوازية في بنية ذات ذاكرة مشتركة. هذه الواجهة تلقى دعما لها على عدة منصات وأنظمة تشغيل، بما فيها ويندوز ويونيكس من أجل لغات برمجة مثل C أو سي++ أو فورتران. تعرض هذه الواجهة مجموعة من الأوامر ومكتبة برمجية ومجموعة من المتغيرات النظامية.
تمتع OpenMP بخاصيتين هامتين، وهما القدرة على تقبل تغيير منصة العمل وتغيير الأبعاد. كما تسمح بتطوير سريع لتطبيقات متوازية بتكتلات صغيرة مع البقاء على مسافة قريبة من التعليمات المتسلسلة.

## روابط خارجية
- الموقع الرسمي